# Gabi Hackenbuchner
Gabi Hackenbuchner (geboren in München) ist eine ehemalige deutsche Fußballspielerin.

## Karriere
Hackenbuchner gehörte dem FC Bayern München als Torhüterin an. Während ihrer Vereinszugehörigkeit erreichte sie mit ihrer Mannschaft 1985 das Finale um die Deutsche Meisterschaft.
In dem am 30. Juni im Duisburger Stadion an der Westender Straße gegen den gastgebenden KBC Duisburg ausgetragenen Spiel hütete sie das Tor über 90 Minuten, konnte das Siegtor der in der 62. Minute für Andrea Limper-Pfeil eingewechselten Duisburgerin Anja Klinkowski in der 76. Minute jedoch nicht verhindern.
1986 wechselte sie zum TSV Obertaufkirchen, wo auch die ehemaligen Bayernspielerinnen, Inge Mayerhofer, Monika Schmidt und Karin Danner, ihre Karriere fortsetzten.
2000 wechselte sie zum FC Wacker München und 2005 zurück zum FC Bayern. Da übernahm sie als Trainerin die zweite Mannschaft. Aufgrund von Personalengpässen half sie bei der ersten Mannschaft immer wieder einmal im Tor aus.

## Erfolge
- Zweiter der Deutschen Meisterschaft 1985

## Sonstiges
Im Jahr 2009 übernahm sie die Trainingsleitung des von 18 Münchener Stadträtinnen und städtischen Mitarbeiterinnen auf Initiative von den Stadträtinnen Verena Dietl und Beatrix Zurek gegründeten Frauen-Stadtratsfußballmannschaft.